# Hockey Club Devils Milano
L'Hockey Club Devils Milano fu un club italiano di hockey su ghiaccio nato a Milano nel 1989 e ceduto nel 1996. Nel corso della sua breve storia fu più noto con il nome di AS Milan Hockey in quanto parte dell'omonima polisportiva cui afferivano tutte le squadre sportive di proprietà di Silvio Berlusconi. Nella stagione 1996-97 il club fu ceduto e ricomparve in Valle d'Aosta con il nome di Hockey Club Devils Courmayeur.

## Storia

La festa dei Devils per lo scudetto 1991-92 insieme all'allora patron Silvio Berlusconi (a destra)

La squadra era nata nel 1989 quando la squadra dell'Hockey Club Diavoli Rossoneri Milano, che economicamente navigava in cattive acque, fu acquistata dalla Polisportiva Mediolanum di Silvio Berlusconi, cui era già collegata dall'anno precedente, e fusa con l'HC Como. Nati storicamente come discendenti diretti dei famosi Diavoli Rossoneri, i Devils non ottennero però l'autorizzazione da parte della FISG a fregiarsi dei titoli conquistati dalla squadra milanese che furoreggiò fra gli anni 30 e 50 del XX secolo.
I Devils, pur sotto denominazioni via via legate allo sponsor prima (Mediolanum e Lion) o alla polisportiva madre (Milan), hanno dominato il movimento italiano fra il 1991 e il 1994, periodo nel quale hanno conquistato per tre volte lo scudetto (1991-92, 1992-93, 1993-94) e per una l'Alpenliga (1991-92), torneo internazionale a cui prendevano parte formazioni italiane, austriache e slovene.
Squadra di peso europeo, la cui ossatura base era costituita da giocatori di origine italo-canadese, i Devils giocavano le proprie gare interne nell'allora Palacandy (ora denominato Agorà) di Milano e in Coppa Europa hanno ottenuto un prestigioso quarto posto. Fra gli allori minori conquistati anche il Torneo Crotti-Federici, il Torneo di Berlino e la Coppa Bossi di Ambrì, oltre alle coppe sponsorizzate e legate ai due gironi di semifinale della Coppa Europa che portarono i rossoneri alla fase finale.
Fra i principali giocatori che hanno indossato la maglia dei Devils i portieri Roberto Romano e Mario Brunetta, i difensori Tom Tilley, Paolo Casciaro, Michael De Angelis e Tony Circelli, e gli attaccanti Gaetano Orlando, Michael Richard, Mark Robert Napier, Maurizio (Niki) Scudier, Sandy Pellegrino, Paul Beraldo, John Vecchiarelli, Lucio Topatigh, Jari Kurri, Tom Chorske e Sergio Momesso.
Abbandonati dalla Polisportiva Milan all'inizio del 1995, i Devils andarono incontro a una serie di pesanti rovesci e a una sempre maggiore disaffezione del pubblico, fino al trasferimento, avvenuto nel 1996, a Courmayeur. La fine della stagione segnò anche la fine definitiva della squadra. La società di origine, i Diavoli Rossoneri risorti nel 1999, ha invece nel frattempo continuato la propria attività, anche se per lo più a livello giovanile.

## Palmarès

La rosa del Milan Hockey campione d'Italia 1993-94

- Campionato italiano: 3

1991-92, 1992-93, 1993-94
- Alpenliga: 1

1991-92